# Автошлях Т 0427
Автошля́х Т 0427 — автомобільний шлях територіального значення у Дніпропетровській області. Пролягає територією Синельниківського району через Дмитрівку — Зелений Гай — Гаврилівку. Загальна довжина — 51,7 км.

## Маршрут
Автошлях проходить через такі населені пункти:
| Автошлях Т 0427          |        |
| Дніпропетровська область |        |
| Петропавлівський район   |        |
| Дмитрівка                | E50М30 |
| Кардаші                  |        |
| Чумаки                   |        |
| Відродження              |        |
| Васильківський район     |        |
| Копані                   |        |
| Зелений Гай              |        |
| Довге                    |        |
| Покровський район        |        |
| Просяна                  |        |
| Маломихайлівка           |        |
| Гаврилівка               | Н15    |